# Radio Freaks
Radio Freaks（レディオ・フリークス）は、@FM（FM AICHI）で2015年4月1日から2019年3月28日まで平日の昼間に放送されていたワイド番組。キャッチフレーズは「『ラジオの魅力』届けます!」。

## 概要
エフエム愛知が2015年4月1日、開局45周年に合わせ愛称を「@FM807（アットエフエム・エイトオーセブン）」へと変更するのに合わせ、生ワイドが全て変更されていったうちの一つで、今回の改編の最初に発表された看板番組。
FM AICHI時代の「MAXX BEAT（13・14時台）」「Smile!!（金 13・14時台）」「EX Station（15時台）」「A-1 Countdown（金 15時台）」の各ゾーンを引き継いだ。

## 放送時間
- 毎週月曜 - 金曜 13:00 - 16:00（2015年4月1日[1] - 2017年3月31日[2]）
- 毎週月曜 - 木曜 13:00 - 16:00（2017年4月3日[2][注 1] - 2018年3月29日）
- 毎週月曜 - 木曜 13:30 - 16:00（2018年4月2日[注 2] - 2019年3月28日）

## パーソナリティ

### 番組終了時
- 赤坂泰彦（月曜担当、2015年4月 - 2019年3月）
- djmapi松本ともこ（金曜→火曜担当、2015年4月 - 2019年3月）
- 間宮優希（水曜担当、2015年4月 - 2019年3月）
- 西田新（木曜担当、2017年4月 - 2019年3月）

### 放送開始から2017年3月まで
- マツモトアキノリ（火曜担当、2015年4月 - 2017年3月）
- マルコ石本（木曜担当、2015年4月 - 2017年3月）

赤坂はエフエム愛知45周年特番でパーソナリティを務めたほか50周年特番でも務める予定。かつて同局でも放送された『ミリオンナイツ』も担当した。昼枠はエフエム東京の『A'll that RADIO』以来7年ぶり。

マツモトは「Smile!!」、マルコは「ラジマル!!」からのスイッチ。

間宮はエフエム愛知においては東京発の『SUBARU OFFTIME CRUISE』以来6年9ヵ月ぶり。

松本はかつては東京発の『カウントダウンステーション』の各番組でもおなじみ。2016年3月まで他曜日はベイエフエム（千葉県）の昼ワイドを同時間帯で担当。